# Standbeeld van Hugo de Groot (Delft)
Het standbeeld van Hugo de Groot is geplaatst ter herinnering aan de in Delft geboren rechtsgeleerde en remonstrants leider Hugo Grotius (Hugo de Groot). Het van 1886 daterende standbeeld is vervaardigd in opdracht van een landelijk comité, dat hiervoor een prijsvraag had uitgeschreven. Het uit zeventien inzendingen gekozen ontwerp is van de Haarlemse beeldhouwer F.L. Stracké jr. Het bronzen beeld is gegoten in de fabriek Van Merkelbach van Enkhuizen & Co. in Breda en is geplaatst op een hoge piëdestal die is gehouwen in Berlijn bij de steenhouwerij Kessel & Röhl. Het standbeeld staat midden op de Markt en is met het gezicht gericht op het stadhuis en met de rug naar de Nieuwe Kerk. Het standbeeld maakt deel uit van het beschermde stadsgezicht van Delft en is een rijksmonument.

## Omschrijving
Het bronzen standbeeld van de in een toga geklede figuur van Hugo de Groot is op een vierkante sokkel van gepolijst Zweeds graniet boven een licht hellende, vierkante voetplaat geplaatst. De breedte van de sokkel varieert. Vanaf de basis versmalt het zich trapsgewijs en wordt naar boven toe weer breder onder de uitkragende kroonlijst. De realistisch en ten voeten uit weergegeven figuur houdt met beide handen een groot boek vast.

## Waardering
"Het standbeeld is van algemeen belang vanwege de cultuurhistorische, de kunsthistorische en de stedenbouwkundige waarde.

Het gedenkteken heeft kunst- en cultuurhistorische waarde als een typisch voorbeeld van een negentiende-eeuws standbeeld dat is opgericht ter herinnering aan een bekend vaderlander, die vooral van grote betekenis is geweest voor de rechtsgeleerdheid. Het object is van belang als voorbeeld binnen de ontwikkeling van de monumentale beeldhouwkunst in Nederland en als onderdeel uit het oeuvre van F.L. Stracké jr.

Het beeld heeft stedenbouwkundige waarde vanwege de bijzondere plaats die in het inneemt in het hart van de historische binnenstad van Delft.
Het standbeeld is tevens van belang vanwege de herkenbaarheid en de gaafheid."
In 2004, bij de herinrichting van de Markt, werd het standbeeld verplaatst dichter naar de kerk toe. Het stond eerst midden op het plein.

## Galerij

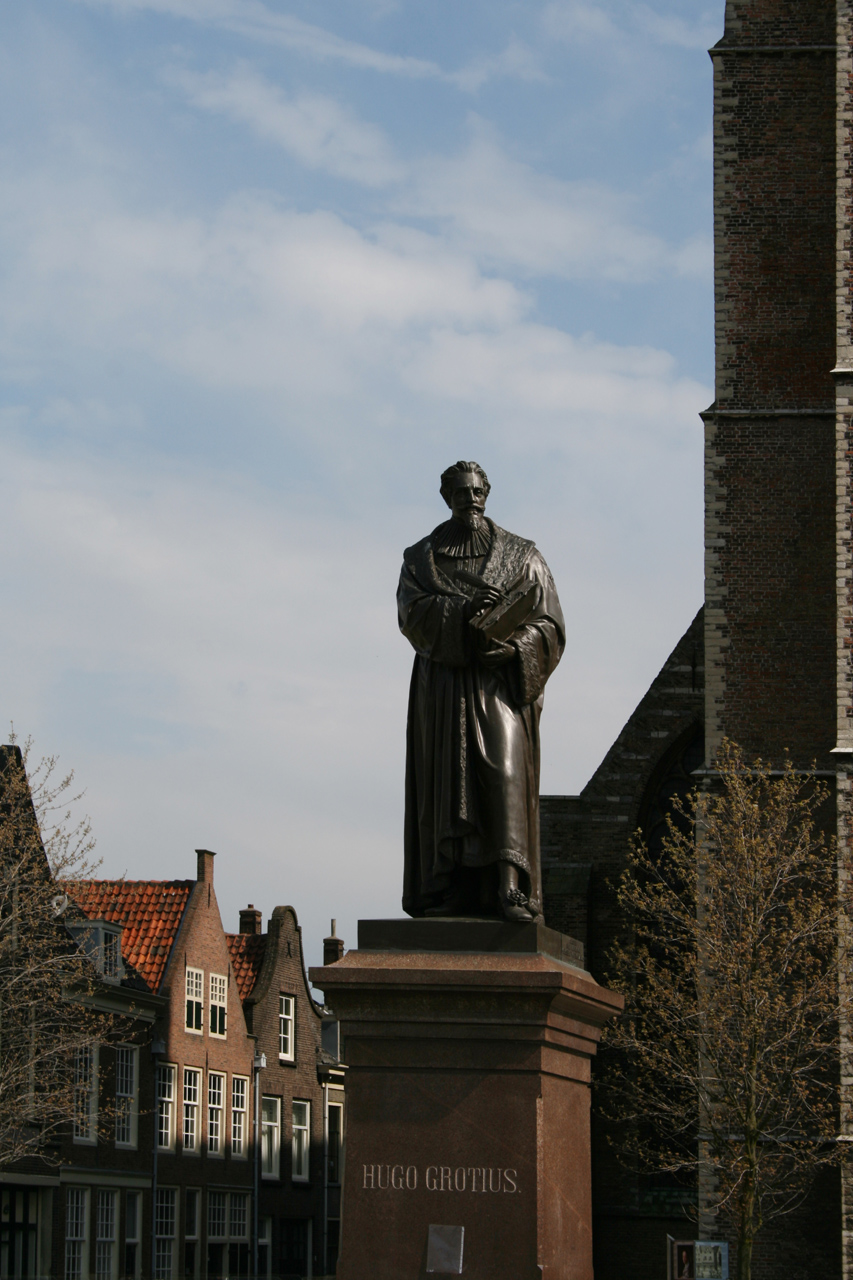
Het Beeld
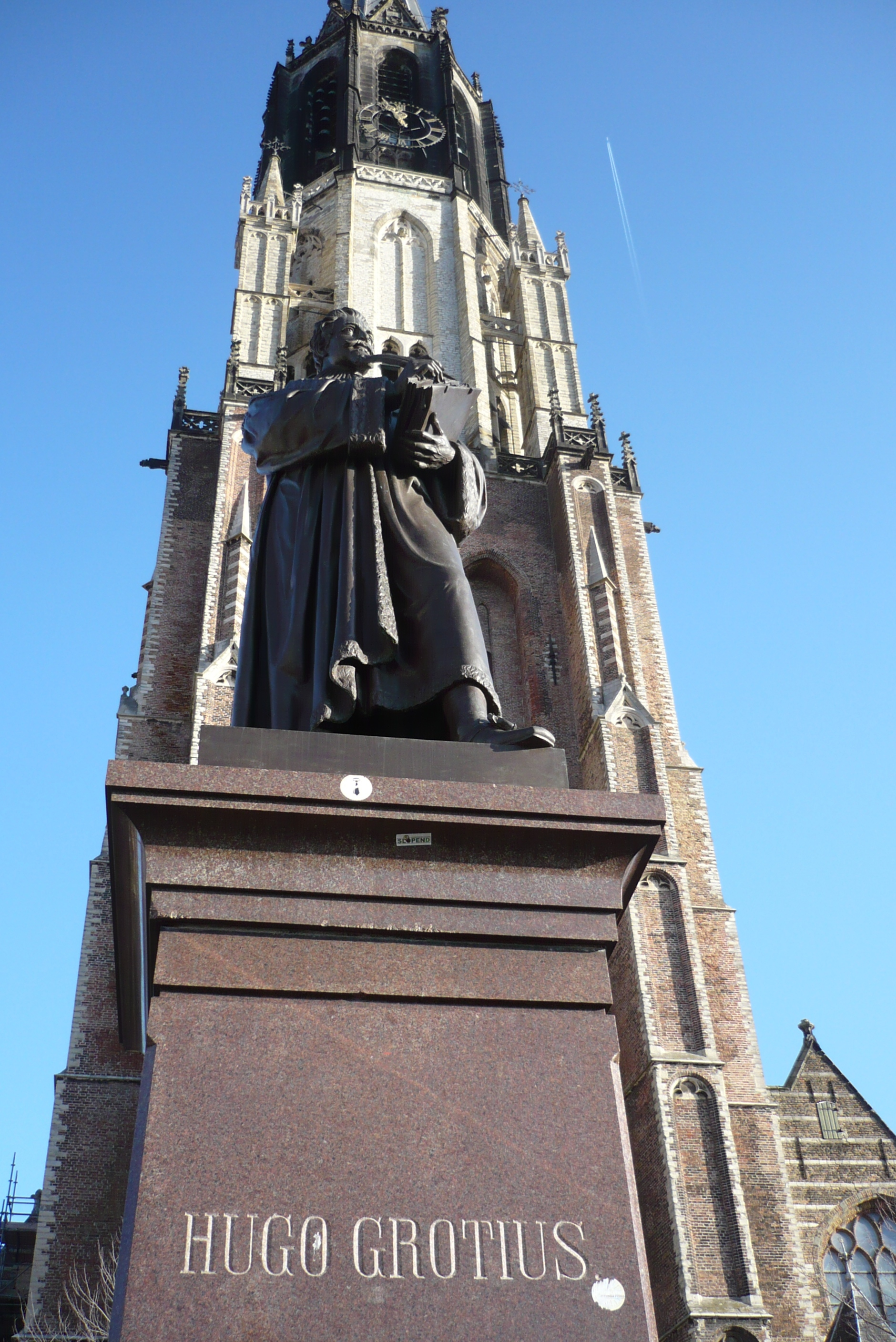
Het Beeld met op de achtergrond de toren van de Nieuwe Kerk
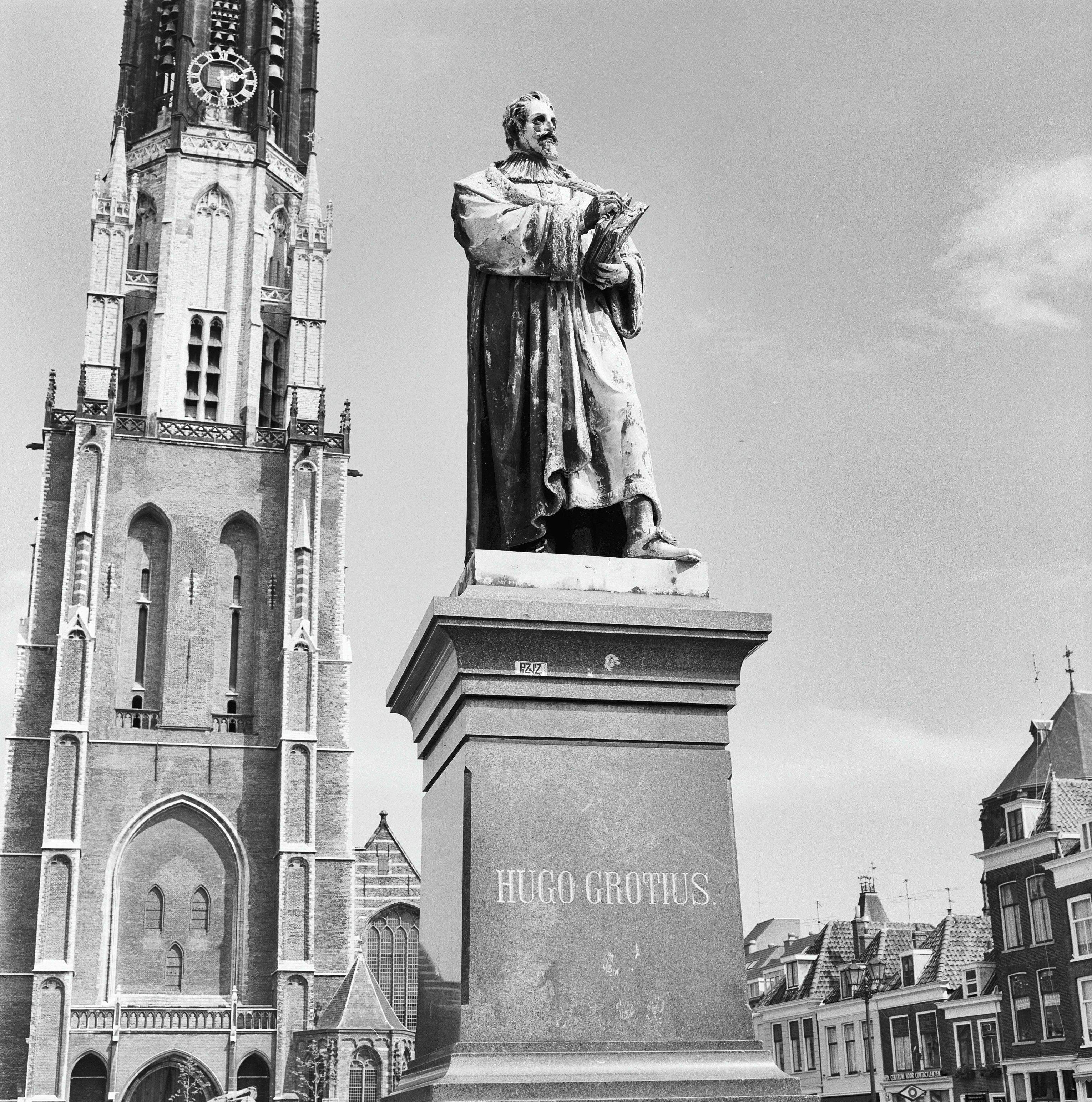
Standbeeld van Hugo de Groot in 2005, voor de herinrichting van de Markt
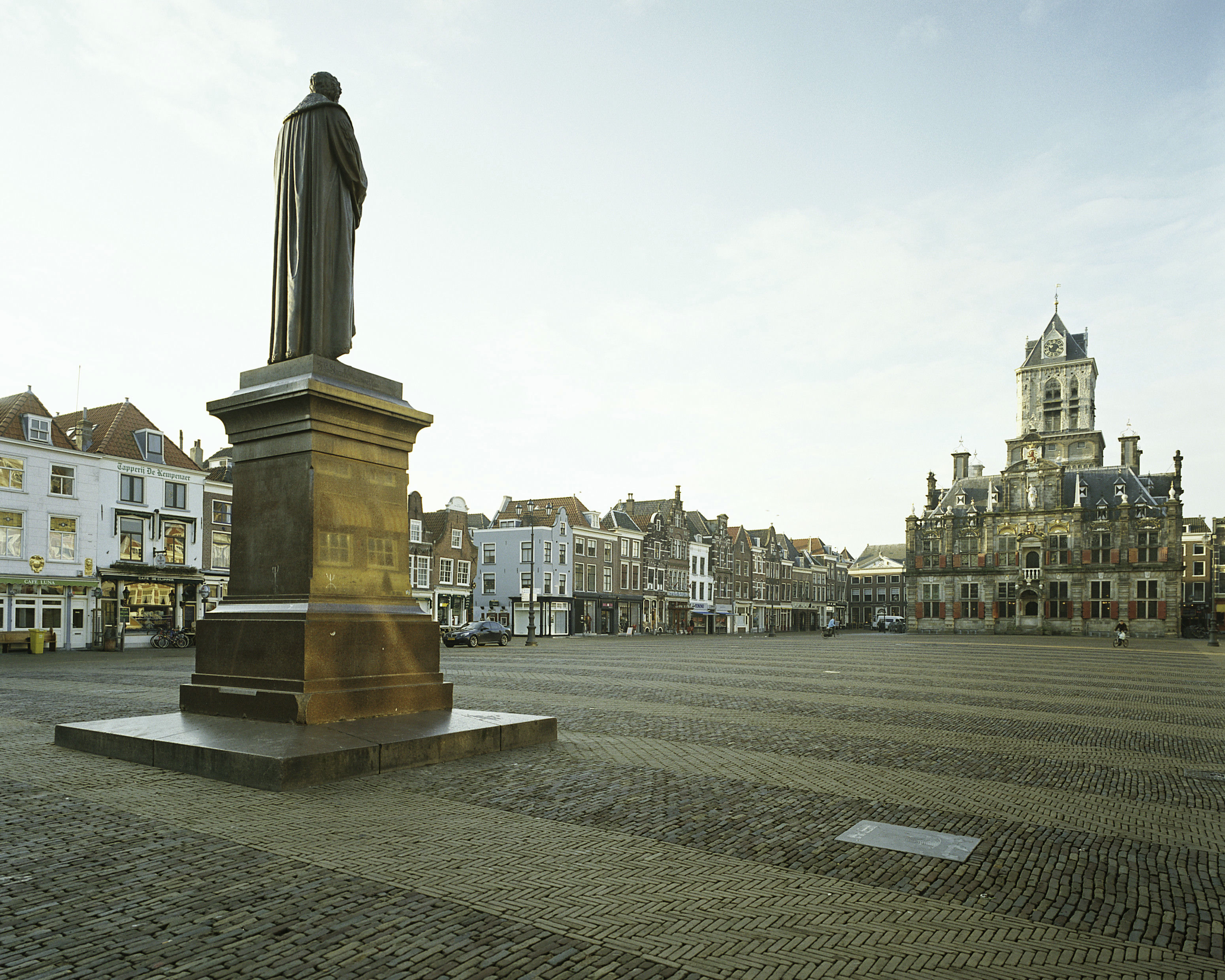
Achterkant standbeeld met op de achtergrond het Stadhuis van Delft